# ليزا أندرياس
ليزا أندريا (Lisa Andreas) (باليونانية: Λίζα Ανδρέας)‏ من مواليد 22 ديسمبر 1987.هي مغنية وكاتبة أغاني إنجليزية من أصول قبروصية.مثلت قبرص منذ سن 16 سنة في مسابقة الأغنية الأوروبية لسنة 2004 و حلت في النهاية في المركز الخامس.

## روابط خارجية
- ليزا أندرياس على موقع IMDb (الإنجليزية)
- ليزا أندرياس على موقع ميوزك برينز (الإنجليزية)
- ليزا أندرياس على موقع أول ميوزيك (الإنجليزية)
- ليزا أندرياس على موقع ديسكوغز (الإنجليزية)